# Epiactis prolifera
Espèce
Epiactis prolifera est une espèce de cnidaires de la famille des Actiniidae.